# Provinz Abancay
Die Provinz Abancay ist eine von sieben Provinzen der Verwaltungsregion Apurímac in Süd-Peru. Die Provinz erstreckt sich über ein Areal von 3447 km². Beim Zensus 2017 wurden in der Provinz Abancay 110.520 Einwohner gezählt. In den Jahren 1993 und 2007 betrug die Einwohnerzahl 95.092 bzw. 96.064. Provinzhauptstadt ist Abancay.

## Geographische Lage
Die Provinz Abancay erstreckt sich über das Bergland der peruanischen Zentralkordillere zwischen den Flüssen Río Apurímac und Río Pachachaca. Im Norden der Provinz erhebt sich der 5235 m hohe Berg Nevado Ampay. Dieser befindet sich im nationalen Schutzgebiet Ampay.
Die Provinz Abancay grenzt im Norden an die Region Cusco, im Osten an die Provinz Cotabambas, im Süden an die Provinz Grau, im Südwesten an die Provinz Aymaraes sowie im Westen an die Provinz Andahuaylas.

## Gliederung
Die Provinz Abancay besteht aus 9 Distrikten. Der Distrikt Abancay ist Sitz der Provinzverwaltung.
| Distrikt             | Verwaltungssitz |
| -------------------- | --------------- |
| Abancay              | Abancay         |
| Chacoche             | Chacoche        |
| Circa                | Circa           |
| Curahuasi            | Curahuasi       |
| Huanipaca            | Huanipaca       |
| Lambrama             | Lambrama        |
| Pichirhua            | Pichirhua       |
| San Pedro de Cachora | Cachora         |
| Tamburco             | Tamburco        |